# Từ Thế Xương
Từ Thế Xương (bính âm: 徐世昌, 1855 – 1939), tự Cúc Nhân (菊人) là một quân phiệt và chính khách quan trọng đầu thời Trung Hoa Dân Quốc. Ông từng 2 lần giữ chức vụ Thủ tướng Trung Hoa Dân Quốc (khi đó gọi là Chính sự đường Quốc vụ khanh), sau đó được cử làm Đại Tổng thống Trung Hoa Dân Quốc tại Bắc Kinh, dưới sự ủng hộ của quân phiệt An Huy trong giai đoạn từ 10 tháng 10 năm 1918 đến 2 tháng 6 năm 1922.

## Tiểu sử
Từ gốc tại Ngân huyện (nay là Ngân Châu), Ninh Ba, Chiết Giang. Sinh tại Vệ Huy, Hà Nam, ông có quan hệ thân thiết với Viên Thế Khải. Ông từng là Tổng đốc Mãn Châu vào cuối thời nhà Thanh được bổ nhiệm làm đại thần Nội các dù xuất thân thường dân. Ông từ chức Thủ tướng để phản đối tham vọng đế chế của Viên cuối năm 1915. Ông quay lại nhiệm sở sau khi Viên hủy bỏ đế chế.
Sau ông được Đoàn Kỳ Thụy và Hoãn hệ đưa lên làm Đại Tổng thống. Ông được chọn vì tuy là viên chức dân sự nhưng ông có quan hệ sâu rộng với quân Bắc Dương và trung lập giữa 2 phe Trực-Hoãn. Không có binh quyền trong tay, ông phải tìm cách thao túng Đoàn, thủ lĩnh Trực hệ Tào Côn, và thủ lĩnh Phụng hệ Trương Tác Lâm đánh lẫn nhau để bản thân giữ được quyền lực.
Ông tổ chức một buổi lễ hoành tráng tại Bắc Kinh để chúc mừng chiến thắng của Trung Hoa trong Thế chiến I vào ngày 18 tháng 11 năm 1918, tuy nhiên sau đó quân Trung Hoa tiếp tục tham chiến trong cuộc can thiệp của Đồng minh vào Nội chiến Nga. Sau đó Chính phủ Bắc Dương tuyên bố ngừng bắn với Chính phủ Hộ pháp của Tôn Dật Tiên và cho các trí thức được tự do hơn. Ngừng bắn kéo dài đến khi tin tức từ Pháp tiết lộ việc Đoàn Kỳ Thụy hứa nhượng lại các nhượng địa Đức tại Sơn Đông cho Nhật Bản. Các cuộc tuần hành sinh viên khổng lồ (Phong trào Ngũ Tứ) khiến Từ ra lệnh đàn áp bắt bớ quy mô lớn. Đại diện Trung Hoa tại hội nghị Versailles được ra lệnh quay về nước và Trung Hoa cự tuyệt ký vào hòa ước. Kết quả là, liên minh lỏng lẻo giữa 2 phe Trực Lệ và An Huy tan vỡ với thất bại của Đoàn. Nhưng sự kiện này lại dẫn đến hỗn chiến quân phiệt lan rộng hơn nữa. Xung đột với phương Nam lại bùng phát, cộng thêm thất bại trong việc giành lại Mông Cổ, khiến Tào Côn, vốn chưa bao giờ ủng hộ Từ, ép ông từ chức và phục chức cho Lê Nguyên Hồng.
Nhiệm kỳ Đại Tổng thống của ông là dài nhất trong thời kỳ quân phiệt. Ông cũng là Đại Tổng thống chính thức duy nhất của Chính phủ Bắc Dương thuộc giới dân sự.
Ông sống ẩn dật đến khi mất ngày 5 tháng 6 năm 1939 tại Trung Quốc,hưởng thọ 87 tuổi.